# التلالسة (لعجاين)
التلالسة هو دُوَّار يقع بجماعة أولاد سلمان، إقليم آسفي، جهة مراكش آسفي في المملكة المغربية. ينتمي الدوّار لمشيخة لعجاين التي تضم 11 دوار. يقدر عدد سكانه بـ 672 نسمة حسب الإحصاء الرسمي للسكان والسكنى لسنة 2004.

## روابط خارجية
- البوابة الوطنية للجماعات الترابية
- المندوبية السامية للتخطيط